# Tibble, Västerås kommun
För andra betydelser, se Tibble.
Tibble är en bebyggelse strax öster om tätorten Västerås i Badelunda socken i Västerås kommun. Mallen 2015 och 2020 avgränsade SCB här en småort.